# ماكلوي
كان جون جاي ماكلوي (31 مارس 1895 - 11 مارس 1989) محاميًا أمريكيًا ودبلوماسيًا ومصرفيًا ومستشارًا رئاسيًا. شغل منصب مساعد وزير الحرب خلال الحرب العالمية الثانية بقيادة هنري ستيمسون، حيث ساعد في التعامل مع قضايا مثل التخريب الألماني والتوترات السياسية في حملة شمال إفريقيا ومعارضة التفجيرات الذرية لهيروشيما وناجازاكي. بعد الحرب، شغل منصب رئيس البنك الدولي والمفوض السامي الأمريكي لألمانيا ورئيس بنك تشيس مانهاتن ورئيس مجلس العلاقات الخارجية وعضو لجنة وارن ومستشار بارز للولايات المتحدة لجميع الرؤساء من فرانكلين روزفلت إلى رونالد ريغان.
واليوم، يتذكره على نحو أفضل كعضو في مجموعة مؤلفي السياسة الخارجية من كبار السن يطلق عليهم «الحكماء»، وهي مجموعة من رجال الدولة الذين يتميزون بعدم الحزبية والعالمية البراغماتية وكره للحماس الأيديولوجي.

## السنوات المبكرة
وُلد جون ماكلوي في فيلادلفيا، بنسلفانيا، نجل جون ماكلوي (1862-1901) وآنا (ني سنادر) ماكيلوي (1866-1959). كان والده رجل تأمين توفي عندما كان ماكلوي في الخامسة من عمره. كانت والدته مصففة شعر في فيلادلفيا، مع العديد من عملاء المجتمع الرفيع. كانت عائلة ماكلوي فقيرة. كان يقول في وقت لاحق في كثير من الأحيان أنه نشأ على «الجانب الخطأ من المسارات»، ويصف نفسه بأنه غريب من دوائر المؤسسة التي سيتحرك فيها لاحقًا. كان اسمه الأصلي «جون ساندر ماكلوي» تم تغييره لاحقًا إلى «جون جاي ماكلوي»، وربما ليبدو أكثر أرستقراطية.
تلقى ماكلوي تعليمه في مدرسة بيدي في نيو جيرسي، وكلية أمهرست التي تخرج منها في عام 1916. وكان طالبًا متوسطًا تفوق في التنس وانتقل بسلاسة بين أبناء النخبة في البلاد.[5] كان ماكلوي عضوًا في أخوية بيتا ثيتا بي فرومن في أمهرست.
في عام 1930، تزوج ماكلوي من إلين زينسر، من مواليد هاستينغز أون هدسون، نيويورك وخريجة كلية سميث عام 1918. كان لديهم طفلان: جون ماكلوي الثاني وإيلين ماكلوي.

## الحرب العالمية الأولى
التحق مكوي بكلية الحقوق بجامعة هارفارد عام 1916، وكان طالبًا متوسطًا. لقد تأثر بشدة بتجربته في معسكرات بلاتسبورج للتأهب. عندما دخلت الولايات المتحدة الحرب في عام 1917، التحق بالجيش في مايو وتم تدريبه في بلاتسبورج، نيويورك وتم تكليفه كملازم ثان في المدفعية في 15 أغسطس 1917. تمت ترقيته إلى ملازم أول في 29 ديسمبر. في مايو 1918، تم تعيينه كمساعد للعميد ج. هـ. بريستون - قائد لواء المدفعية الميداني رقم 160 في الفرقة 85. أبحر إلى فرنسا للخدمة مع قوة المشاة الأمريكية في فرنسا في 29 يوليو 1918. ورأى الخدمة القتالية في الأسابيع الأخيرة من الحرب، كقائد لبطارية المدفعية خلال هجوم معركة غابة أرجون.
بعد هدنة نوفمبر 1918، تم نقله إلى المقر العام للاتحاد الأوروبي لكرة القدم في تشومونت، هوت مارن، فرنسا، في 1 مارس 1919. ثم تم إرساله إلى المقر العام المتقدم في ترير، ألمانيا وتم ترقيته إلى منصب قائد الفريق 29 يونيو. عاد ماكلوي إلى الولايات المتحدة في 20 يوليو واستقال من الجيش في 15 أغسطس 1919. ثم عاد إلى هارفارد حيث حصل على LL.B. شهادة البكلوريوس في المحاماة في عام 1921.

## محامي وول ستريت
ذهب ماكلوي إلى نيويورك ليصبح شريكًا في شركة كادوالادر، ويكرشام وتافت المحدودة، التي كانت آنذاك واحدة من أكثر شركات المحاماة شهرة في البلاد. انتقل إلى كرافاث وهينديرسون ودي جيرسدوف في عام 1924، حيث عمل مع العديد من العملاء الأثرياء، مثل القديس بول لسكك الحديد. في عام 1934، عثر ماكلوي على أدلة جديدة تسمح له بإعادة فتح دعوى للحصول على تعويضات ضد ألمانيا بسبب الدمار الناجم عن انفجار بلاك توم عام 1916.
لقد قام بالكثير من العمل للشركات في ألمانيا النازية، ونصح شركة كيميكال الألمانية الكبرى بدمج إي غه فاربن، التي اشتهرت فيما بعد بتصنيع زيكلون ب. بحلول الوقت الذي غادر فيه للخدمة الحكومية في عام 1940، كان ماكلوي يكسب حوالي 45000 دولار في السنة وكان لديه مدخرات بقيمة 106,000 دولار. أعطاه انخراطه في التقاضي بشأن قضية تخريب في الحرب العالمية الأولى اهتمامًا كبيرًا بقضايا المخابرات والشؤون الألمانية.

## الحرب العالمية الثانية
عين وزير الحرب الأمريكي هنري ستيمسون مكويل كمستشار في سبتمبر 1940، والذي انغمس في التخطيط للحرب على الرغم من أنه كان من مؤيدي الحزب الجمهوري وعارض فرانكلين روزفلت للانتخابات الرئاسية المقبلة في نوفمبر 1940. كان ستيمسون مهتمًا بشكل خاص بماكلوي بسبب خبرة ماكلوي الواسعة في التخريب الألماني في قضية انفجارات بلاك توم. عرف ستيمسون أن الألمان سيحاولون مرة أخرى تخريب البنية التحتية الأمريكية إذا اندلعت حرب ضد الولايات المتحدة.
في 22 أبريل 1941، تم تعيينه مساعدًا لوزير الحرب، لكنه لم يتحمل سوى المسؤوليات المدنية، خاصةً شراء المواد الحربية للجيش، الإعارة والاستئجار، والمسودة، ومسائل الاستخبارات والتخريب. بمجرد بدء الحرب، كان ماكلوي صوتًا مهمًا في تحديد الأولويات العسكرية للولايات المتحدة ولعب دورًا رئيسيًا في العديد من القرارات البارزة.

### إنشاء جهاز أمن في زمن الحرب
عضو لا يعرف الجدل في اللجنة، خدم ماكلوي أثناء الحرب في فرق العمل الحكومية التي بنت البنتاغون، وأنشأ مكتب الخدمات الاستراتيجية، الذي أصبح في نهاية المطاف وكالة الاستخبارات المركزية، قدم مقترحات لكلاً من الأمم المتحدة ومحاكم جرائم الحرب. ترأس سلف مجلس الأمن القومي.

### إعتقال الأمريكيين-اليابانيين
في شباط / فبراير 1942، جعل تورطه في مكافحة التخريب ماكلوي منخرطًا بشدة في قرار الإبعاد القسري لليابانيين الأمريكيين من منازلهم على الساحل الغربي للولايات المتحدة إلى معسكرات الاعتقال الداخلية. كتب كاي بيرد في سيرة ماكلوي:
أكثر من أي شخص آخر، كان ماكلوي مسؤولاً عن القرار، لأن الرئيس (الولايات المتحدة) قد فوض الأمر إليه من خلال (ستيمسون وزير الحرب الأمريكي).

### قصف أوشفيتز
تم تقديم التماس إلى إدارة الحرب طوال أواخر عام 1944 للمساعدة في إنقاذ السجناء المحتجزين من قبل النازيين من خلال الأمر بتفجير خطوط السكك الحديدية المؤدية إلى أوشفيتز وغرف الغاز في المخيم. ورد ماكلوي في رسالة مؤرخة 4 يوليو 1944 إلى جون و. بيه من مجلس لاجئي الحرب، «ترى وزارة الحرب أن العملية الجوية المقترحة غير ممكنة. لا يمكن تنفيذها إلا عن طريق تحويل دعم جوي كبير ضروري لنجاح قواتنا المنخرطة الآن في عمليات حاسمة وسيكون على أي حال ذو فعالية مشكوك بها لدرجة أنه لن يصل إلى مستوى مشروع عملي». لم يكن لدى ماكلوي سلطة مباشرة على القوات الجوية التابعة للجيش ولم يتمكن من إلغاء اختياره للأهداف؛ عارضت القوات الجوية للجيش بقيادة الجنرال هاب أرنولد بشدة أي جماعة مدنية خارجية تختار أهدافها. ورفض روزفلت نفسه أي من هذه المقترحات.

### الحفاظ على روتنبورغ أوب دير تاوبر
في مارس 1945، تم الدفاع عن روتينبرج من قبل الجنود الألمان. عرف ماكلوي بالأهمية والجمال التاريخيين لروثنبرغ، لذا أمر جنرال الجيش الأمريكي جاكوب ل. ديفيرز بعدم استخدام المدفعية في أخذ روتنبورغ. أمر قائد الكتيبة فرانك بيرك، الحائز على ميدالية الشرف في المستقبل، ستة جنود من فوج المشاة الثاني عشر، الفرقة الرابعة بالقيام بمسيرة إلى روتنبورغ في مهمة تستغرق ثلاث ساعات والتفاوض على استسلام المدينة.

### إنهاء الحرب مع اليابان
حاول ماكلوي إقناع الرئيس ترومان بأن غزو اليابان لم يكن معقولاً. بحلول منتصف عام 1945، بدأ الإمبراطور الياباني في البحث عن طرق للاسترخاء في الحرب، حيث ذهب إلى حد مطالبة الاتحاد السوفيتي بالتوسط في السلام بين الولايات المتحدة واليابان. أثناء سفره بالقارب إلى مؤتمر بوتسدام، أقنع وزير الخارجية جيمس بيرنز ترومان بتجاهل نصيحة ماكلوي. في النهاية، أمر ترومان بإسقاط القنابل الذرية بمجرد أن تكون جاهزة.

### رفض خطة مورغنثاو
في عام 1945، أقنع هو وستيمسون الرئيس ترومان برفض خطة مورغنثاو وتجنب تجريد ألمانيا من قدرتها الصناعية.

### إنهاء الفصل العنصري
اقترح ماكلوي إنهاء الفصل في الجيش. في 17 مارس 1949، أدلى كل من ماكدو والجنرال ألفان غيلوم جونيور بشهادته أمام لجنة الرئيس المعنية بالمساواة في المعاملة والفرص في القوات المسلحة.

## رئيس البنك الدولي
من مارس 1947 إلى يونيو 1949، شغل ماكلوي منصب الرئيس الثاني للبنك الدولي. في وقت تعيينه، كان البنك الدولي كيانًا جديدًا، وكان يديره رئيس سابق فقط، تم إحضار ماكلوي لحل المشكلة، في نهاية المطاف، سيترك ماكلوي البنك الدولي، حيث ستبدأ خطة مارشال في تقديم مبالغ هائلة من الدعم الاقتصادي في عام 1948 لدول الحلفاء التي ستقوض الاستثمار الذي يمكن أن يوفره البنك الدولي.

## المفوض السامي للولايات المتحدة لألمانيا
في 2 سبتمبر 1949، استبدل ماكلوي الحكام العسكريين الخمسة السابقين المتعاقبين للمنطقة الأمريكية في ألمانيا كأول مفوض سام للولايات المتحدة وألمانيا، وتولى هذا المنصب حتى 1 أغسطس 1952.

## العودة إلى وول ستريت
بعد خدمته في ألمانيا، شغل مكلوي عدة مناصب منذ العام 1953 أماكن مثل مصرف تشيس مانهاتن، مؤسسة فورد، مؤسسة روكفيلر ومجلس العلاقات الخارجية. وعمل لاحقًا كمستشار لعدة رؤساء أمريكان.

## لجنة وارن
تم اختيار ماكينوي من قبل الرئيس ليندون جونسون للعمل في لجنة وارن في أواخر نوفمبر 1963. والجدير بالذكر أنه كان في البداية متشككًا في نظرية المسلح المفرد، ولكنه قام برحلة إلى دالاس مع المحارب القديم المخضرم في وكالة الاستخبارات المركزية الأمريكية، ألن دالاس، وهو صديق قديم يعمل أيضًا في اللجنة، أقنعه بالقضية ضد أوزوالد.

## العودة إلى مكتب محاماة
أصبح ماكلوي شريكًا في شركة ميلبانك وتوييد وهادلي وماكلوي للمحاماة البارزة في روكفلر. كان يخدم هنا من عام 1945 إلى عام 1947، ثم بعد أن خدم في لجنة وارن، بقي شريكًا عامًا لمدة 27 عامًا.

## موته
في 11 مارس 1989 في الساعة 12:15 مساءً، توفي جون ماكلوي بسبب وذمة رئوية في منزله في غرينتش. توفيت زوجته بعمر 87 قبل سنوات قليلة بسبب مرض باركنسون.

## إرثه
من الأفضل أن نتذكر اليوم جون ماكلوي كعضو في «الحكماء»، وهي مجموعة من رجال الدولة تتميز بعدم الحزبية، والأممية البراغماتية، والنفور من الحماس الأيديولوجي. دون اعتبار للحزبية، خدم برئاسة كلا الطرفين؛ على الرغم من كونه جمهوريًا، فقد كان ثاني أكبر مسؤول في وزارة الحرب خلال الحرب العالمية الثانية. ومثل زملائه الحكماء، استجاب ماكلوي في كثير من الأحيان إلى الدعوة إلى الخدمة. على الرغم من حصوله على وظائف مربحة في وول ستريت، فقد ترك مناصبه للخدمة في الحكومة.
يتذكَرُ مكويل أيضًا لدوره في تشكيل ما سبق وكالة الاستخبارات المركزية.
تقديرا لجهوده في الولايات المتحدة، حصل الرئيس ليندون جونسون على الميدالية الرئاسية للحرية بتميز في 6 ديسمبر 1963. وفي نفس العام، حصل على جائزة سيلفانوس ثاير من قبل الولايات المتحدة العسكرية أكاديمية لخدمته للبلاد. علاوة على ذلك، كان ماكلوي حائزًا على الميدالية النقابية لرابطة المحامين في مدينة نيويورك تقديراً للمساهمات الاستثنائية لشرف ونقابة المحامين في المجتمع.
في عيد ميلاده التسعين في حديقة البيت الأبيض مع إطلالة الرئيس رونالد ريغان، تم تسمية جون ماكلوي كمواطن فخري لبرلين من قبل الرئيس الألماني ريتشارد فون فايزاكير وعمدة برلين، إبرهارد ديغبين.

## روابط خارجية
- ماكلوي على موقع IMDb (الإنجليزية)
- ماكلوي على موقع الموسوعة البريطانية (الإنجليزية)
- ماكلوي على موقع مونزينجر (الألمانية)
- ماكلوي على موقع إن إن دي بي (الإنجليزية)
- ماكلوي على موقع ديسكوغز (الإنجليزية)
- ماكلوي على موقع قاعدة بيانات الفيلم (الإنجليزية)